# Juvelabborre
Juvelabborre (Cephalopholis miniata) är en fisk i familjen havsabborrfiskar som finns i Indiska oceanen och Stilla havet från Röda havet och Sydafrika till Line Islands. 

## Utseende
Arten är en förhållandevis liten, kraftigt byggd fisk med orangeröd till rödbrun kropp som mörknar mot den bakre delen. Kroppen, huvudet, anal-, rygg- samt stjärtfenan har flera, små, ljusblå prickar, vanligen med svart kant. De nämnda fenorna, exklusive ryggfenans främre, hårda del, har vanligtvis en tunn, blå kant med en svart linje just under det blåa. Bröstfenorna har orangeröda spetsar och endast några få prickar vid basen. Arten kan också uppvisa en färgform med ljust olivgröna, diagonala ränder över kroppen. Ungfiskarna har i regel färre blå prickar än de vuxna djuren, och en mera gulaktig grundfärg. Ryggfenan har 9 taggstrålar i den främre delen, och 14 till 15 mjukstrålar i den bakre, medan analfenan har 3 taggstrålar och 8 till 9 mjukstrålar. Längden kan nå upp till 45 cm.

## Vanor
Juvelabborren vistas i klart vatten i närheten av korallrev, där den kan gå ner så djupt som 150 m, även om den är vanligast på djup grundare än 30 m. Den gömmer sig vanligen i grottor eller under klipputskott. Födan, som den främst tar på morgon och eftermiddag, består i första hand av fisk (omkring 80%), i andra hand av kräftdjur som krabbor och räkor. Bytena fångas oftast från bakhåll. Arten kan även följa med större rovfiskar, som muränor och åttaarmade bläckfiskar, för att ta delar av deras byten.

### Fortplantning
Lektiden infaller mellan maj och oktober, då arten bildar grupper bestående av en dominant hane, och 2 till 12 honor. Gruppen försvarar ett revir på upptill 475 m2. Inom detta har varje hona sitt underrevir. Man tror att arten har könsväxling så att den börjar sitt liv som hona, för att senare övergå till att bli hane, men säkra bevis saknas ännu. Man känner dock till att honan blir könsmogen vid en längd av omkring 23 till 26 cm.

## Betydelse för människan
Juvelabborren är föremål för ett omfattande kommersiellt fiske, och är lokalt av stor betydelse för fiskenäringen. Den klassificeras som livskraftig ("LC") av IUCN, men beståndet minskar, och IUCN anger överfiske och habitatförlust till följd av fiske med sprängämnen samt sedimentering som främsta orsaker. Arten är även en populär akvariefisk, som kräver stora akvarier med beväxta klippstycken och stenar på bottnen. Arten är aggressiv, och trivs inte med andra fiskar. Den vill ha en temperatur mellan 22 och 27°C, samt bör utfodras med bitar av fisk, kräftdjur, maskar och liknande.

## Utbredning
Arten finns i Indiska oceanen och Stilla havet från Röda havet och Sydafrika till Line Islands.